# A.S. Handball Albatro Siracusa 2016-2017

## Stagione
L'Albatro Teamnetwork Siracusa partecipa nella stagione 2016-2017 al campionato di Serie A1. Al termine della stagione regolare, otterrà l'accesso ai paly-off scudetto.

## Rosa
| N° | Naz.                 | Ruolo | Sportivo              | Anno |  |  |
| -- | -------------------- | ----- | --------------------- | ---- |  |  |
| 12 | Italia (bandiera)    | P     | Pierluigi Di Marcello | 1980 |  |  |
| 32 | Italia (bandiera)    | P     | Giuseppe Errante      | 1998 |  |  |
| 70 | Italia (bandiera)    | P     | Andrea Santilli       | 1997 |  |  |
| 3  | Italia (bandiera)    | C     | Michelangelo Manuele  | 1995 |  |  |
| 6  | Italia (bandiera)    | T     | Gianluca Vinci        | 1999 |  |  |
| 7  | Italia (bandiera)    | A     | Umberto Bronzo        | 2000 |  |  |
| 8  | Italia (bandiera)    | T     | Mattia Calvo          | 1990 |  |  |
| 9  | Italia (bandiera)    | A     | Perpaolo Ragusa       | 1978 |  |  |
| 10 | Argentina (bandiera) | C     | Martin Molina         | 1992 |  |  |
| 11 | Italia (bandiera)    | A     | Andrea Calvo          | 1987 |  |  |
| 23 | Serbia (bandiera)    | PV    | Ivan Stojanovic       | 1985 |  |  |
| 24 | Italia (bandiera)    | A     | Giuseppe Colasuonno   | 1991 |  |  |
| 77 | Croazia (bandiera)   | T     | Bruno Brzic           | 1990 |  |  |

- Allenatore: Giuseppe Vinci